# Бровченко, Василий Митрофанович
Василий Митрофанович Бровченко (12 января 1909 года — 17 апреля 1980 года) — советский борец, выступавший в соревнованиях по самбо, вольной и классической борьбе, призёр чемпионатов СССР по всем этим видам борьбы, чемпион СССР по самбо. Поначалу выступал за клуб «Крылья Советов» (Москва), с 1946 года — за команду Украинской ССР. Работал тренером клуба СКА (Киев). В 1959 году ему было присвоено звание Заслуженный тренер СССР по классической борьбе.

## Спортивные результаты

### Классическая борьба
- Чемпионат СССР по классической борьбе 1933 года — ;
- Чемпионат СССР по классической борьбе 1936 года — ;
- Чемпионат СССР по классической борьбе 1938 года — ;

### Вольная борьба
- Чемпионат СССР по вольной борьбе 1946 года — ;

### Самбо
- Чемпионат СССР по самбо 1939 года — ;
- Чемпионат СССР по самбо 1940 года — ;

## Известные воспитанники
- Богдан, Иван Гаврилович (1928 — 2020) — борец классического стиля, чемпион и призёр чемпионатов СССР, чемпион мира, олимпийский чемпион, Заслуженный мастер спорта СССР[2].

## Награды
- Медаль «За трудовое отличие» (16.09.1960) — за успешные выступления в XVII летних и VIII зимних Олимпийских играх 1960 года, а также за выдающиеся спортивные достижения[3]